# Центральноамериканські гірські ліси
Центральноамериканські гірські ліси (ідентифікатор WWF: NT0112) — неотропічний екорегіон тропічних та субтропічних вологих широколистяних лісів, розташований в Центральній Америці.

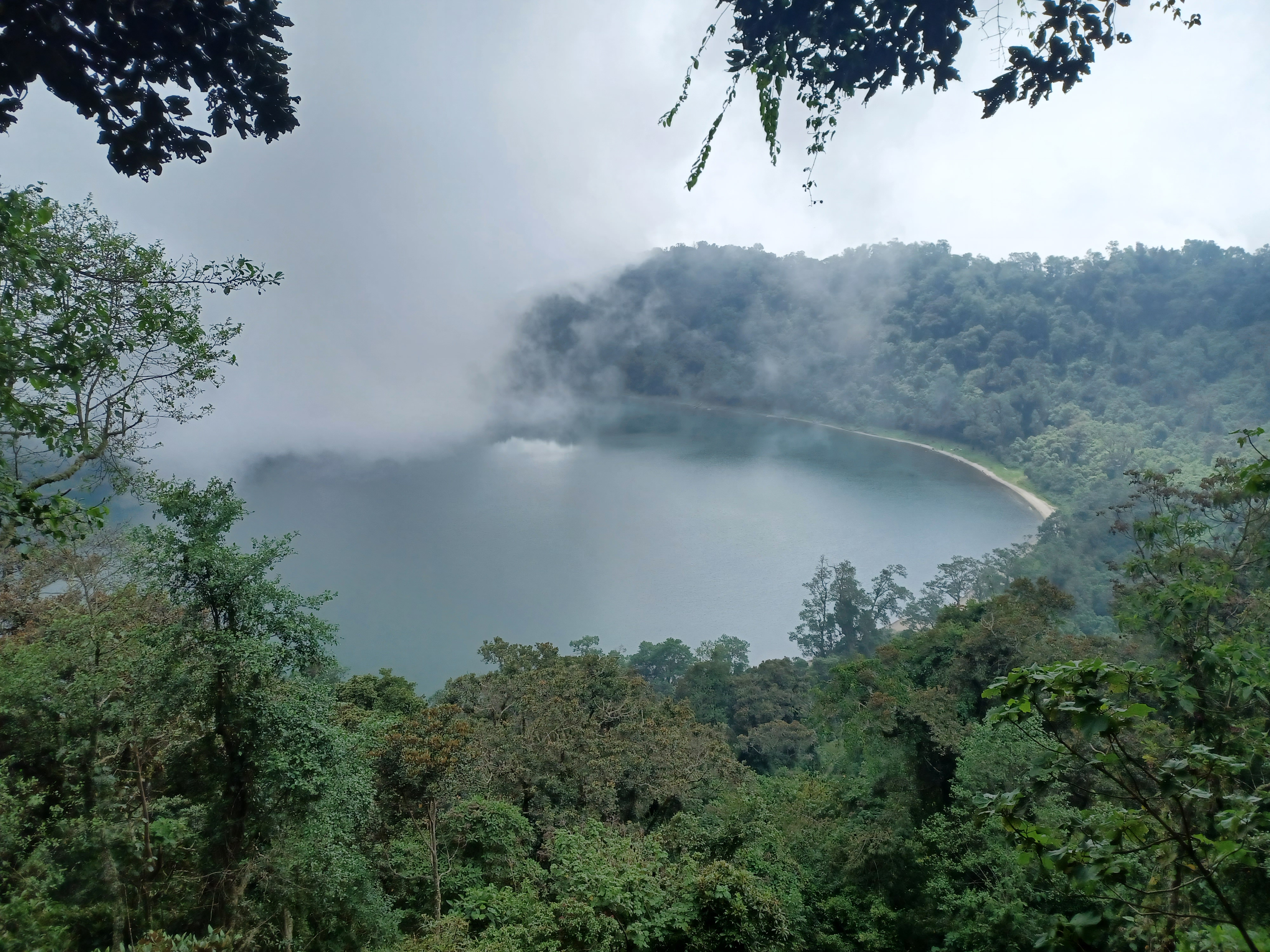
Хмарний ліс навколо озера Чікабаль (озеро) (Гватемала)

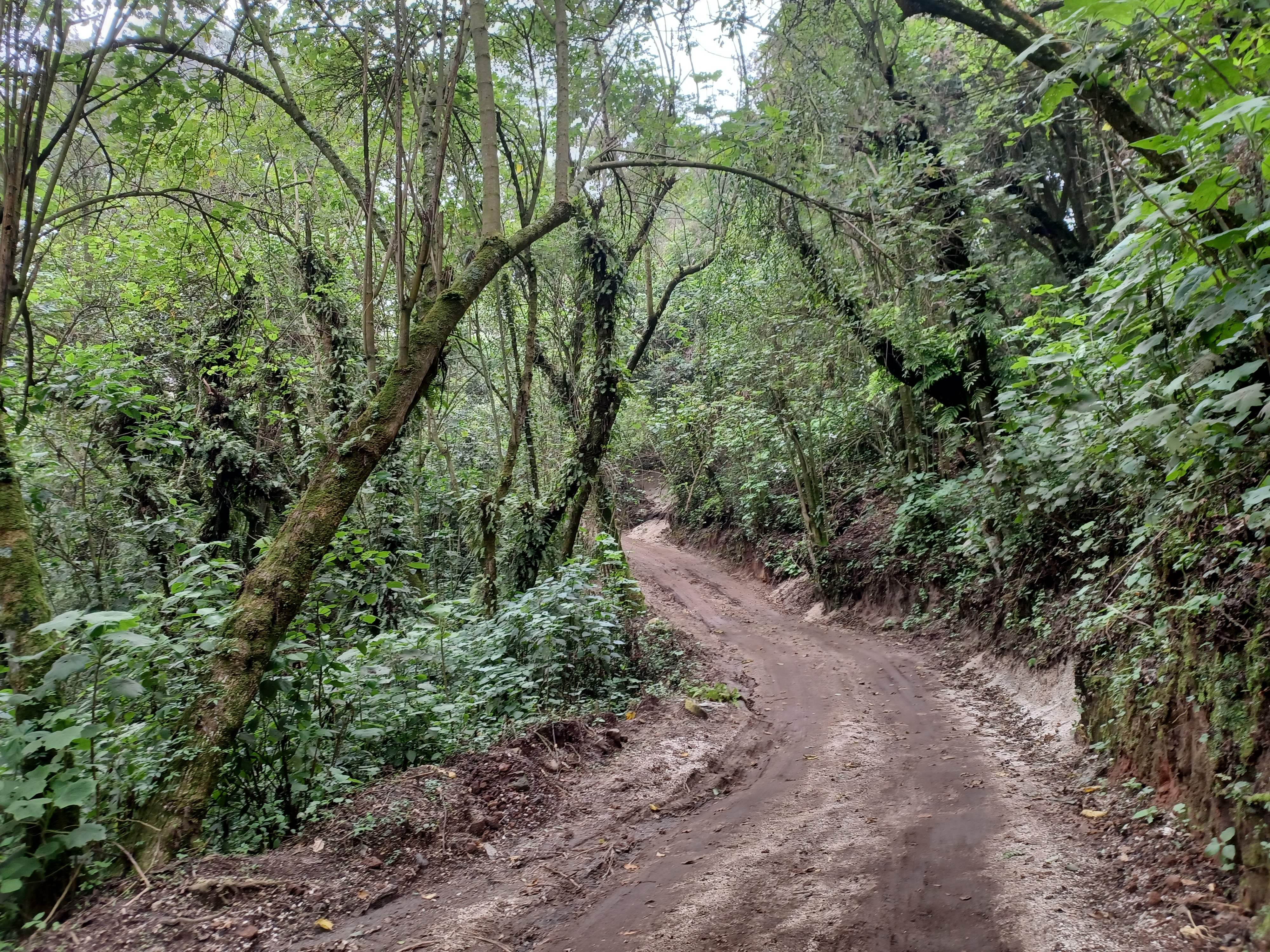
Хмарний ліс на схилах вулкану Чікабаль (Гватемала)

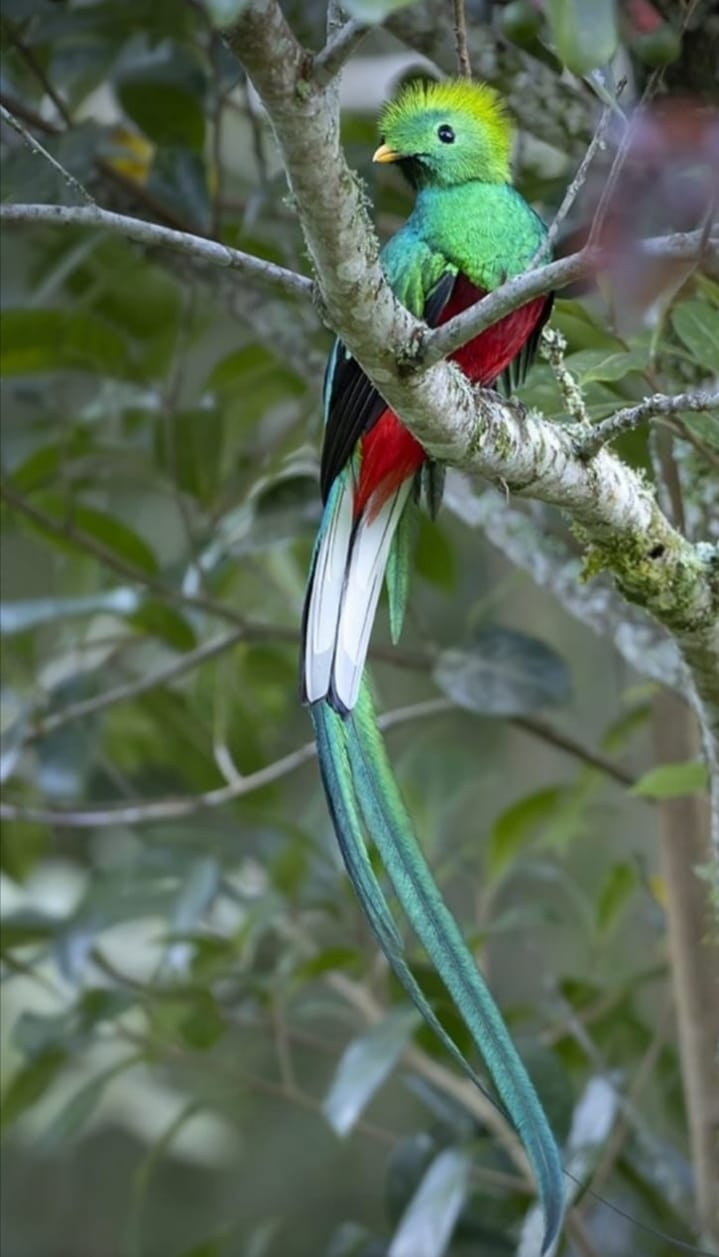
Довгохвостий квезал (Pharomachrus mocinno)

## Географія
Екорегіон центральноамериканських гірських лісів охоплює близько 40 ізольованих ділянок, розташованих у високогір'ях Центральноамериканських Кордильєр, зокрема у горах Сьєрра-Мадре-де-Чіапас, що простягаються паралельно узбережжю Тихого океану через територію Гватемали і Сальвадору, у горах Гватемальського нагір'я в Гватемалі, у високогір'ях Гондурасу та в горах Амерріске в Нікарагуа. Площа таких ділянок коливається від понад 2000 км² у гватемальських горах Сьєрра-Мадре-де-Чіапас та Сьєрра-де-лас-Мінас до невеликих ізольованих гірських вершин площею менше 1 км² на півдні Гондурасу та на заході Сальвадору. Загальна площа екорегіону становить понад 12 500 км². 
Гори екорегіону мають різне геологічне походження та різний вік. Гори, розташовані у внутрішніх районах Центральної Америки, зокрема в Гондурасі, складаються переважно з давніх палеозойських осадових та метаморфічних порід, зокрема сланців, гнейсів, мармурів та серпентинітів. Натомість гори, що простягаються уздовж узбережжя Тихого океану, є частиною Центральноамериканської вулканічної дуги, і утворилися в кайнозойській ері. Центральноамериканська вулканічна дуга є частиною Тихоокеанського вогняного кільця, і включає сотні згаслих та діючих вулканів, зокрема стратовулкан Тахумулько заввишки 4203 м, найвищу вершину Гватемали та всієї Центральної Америки, розташований в горах Сьєрра-Мадре-де-Чіапас.
Центральноамериканські гірські ліси переважно поширені на висоті від 1800 до 4000 м над рівнем моря, охоплюючи схили та найвищі гірські вершини Центральноамериканських Кордильєр. На низьких висотах ці ліси переходять у центральноамериканські сосново-дубові ліси та у центральноамериканські атлантичні вологі ліси. Вологі гірські ліси, поширені на тихоокеанських схилах Сьєрра-Мадре-де-Чіапасу, є частиною окремого екорегіону вологих лісів Сьєрра-Мадре-де-Чіапасу.

## Клімат
У високогір'ях екорегіону переважає високогірний субтропічний клімат (Cwb або Cfb за класифікацією кліматів Кеппена), який характеризується рясними опадами (від 2000 до 4000 мм на рік) та високою хмарністю. Середня температура в горах зменшується зі збільшенням висоти, а на найвищих вершинах регіону вночі з грудня по березень регулярно трапляються легкі морози, коли температура опускається нижче 0 °C.

## Флора
Рослинний покрив екорегіону представлений вологими гірськими тропічними лісами, хмарними лісами та субальпійськими луками. Розподіл рослинних угруповань в регіоні залежить від кількості опадів та висоти над рівнем моря.
У горах Сьєрра-де-лас-Мінас в Гватемалі на висоті від 1500 до 2700 м над рівнем моря переважають вологі гірські тропічні ліси. Їх основу складають вічнозелені широколистяні дерева, передусім різні види дубів (Quercus spp.) та персей (Persea spp.), зокрема сапотолисті дуби (Quercus sapotifolia), гірські авокадо (Persea schiedeana), покривні персеї (Persea vesticula), сидячі персеї (Persea sessilis) та персеї Доннелла-Сміта (Persea donnell-smithii), а також характерні гватемальські магнолії (Magnolia guatemalensis), які виступають індикаторами хмарних лісів, оливкові ногоплідники (Podocarpus oleifolius), коста-риканські альфароа (Alfaroa costaricensis), рожеві біллії (Billia rosea), мексиканські брунеллії (Brunellia mexicana), окотеї Буржо (Ocotea bourgeauviana), різноцвіті дерени (Cornus disciflora), дрібноцвіті ореопанакси (Dendropanax oliganthus) та звичайні паратезиси (Parathesis vulgata). Ці дерева характеризуються міцними стовбурами та густими кронами, які утворюють щільний лісовий намет на висоті 30-35 м над землею. Через цей намет проникає мало сонячних променів, і у поєднанні з високою вологістю це призводить до утворення товстого мохового покриву на гілках, стовбурах і ґрунті, товщина якого може досягати кількох десятків сантиметрів. Також у гірських тропічних лісах екорегіону зустрічається багато різноманітних лишайників, грибів та епіфітних орхідей і бромелій.
На висоті від 2400 до 2900 м над рівнем моря в гірських лісах Сьєрра-де-лас-Мінасу переважають дуби (Quercus spp.) та різноматні хвойні дерева, зокрема гватемальські ялиці (Abies guatemalensis), які складають до 21 % дерев, а також мексиканські білі сосни (Pinus ayacahuite), гладкокорі сосни (Pinus pseudostrobus), мексиканські тиси (Taxus globosa) та мексиканські кипариси (Hesperocyparis lusitanica), які виростають до 35 м заввишки. 
У прохолодних високогір'ях Сьєрра-де-лас-Мінасу, на висоті понад 2500 м над рівнем моря,  переважають гірські карликові ліси, у яких домінують чагарники та невисокі кремезні дерева, які зазвичай досягають 2-8 м заввишки. У високогірних карликових лісах екорегіону домінують гладкокорі сосни (Pinus pseudostrobus), мексиканські білі сосни (Pinus ayacahuite), оливкові ногоплідники (Podocarpus oleifolius) та деякі види дубів (Quercus spp.). Деревний ярус у цих лісах надзвичайно щільний. В ньому переважають представники родин Вересові (Ericaceae), Жостерові (Rhamnaceae), Чаєві (Theaceae) та Агавові (Agavaceae).
На вершинах найвищих вулканів Гватемали, на висоті понад 3050 м над рівнем моря, поширені високогірні субальпійські луки. Верхню межу лісу в екорегіоні позначає пояс яловців Стендлі (Juniperus standleyi), який подекуди простягається до 4000 м над рівнем моря. Вище поясу яловців переважають субальпійські луки, на яких домінує гірський люпин (Lupinus montanus) та купини вулканічного куничника (Calamagrostis vulcanica). Серед інших трав'янистих рослин, поширених на цих луках, слід відзначити пірчастий приворотень (Lachemilla pinnata), мохувату піщанку (Arenaria bryoides), каліфорнійський стоколос (Bromus carinatus), вулканічну драбу (Draba volcanica), широку кострицю (Festuca amplissima), толукську кострицю (Festuca tolucensis), низенький тирлич (Gentiana pumilio), верболистий сухоцвіт (Gnaphalium salicifolium), перуанську ковилу (Jarava ichu), дрібненьку лобелію (Lobelia nana), червону мохнатку (Luzula racemosa), велетенську мюленбергію (Muhlenbergia gigantea), довгохвосту мюленбергію (Muhlenbergia macroura), кремезну мюленбергію (Muhlenbergia robusta), повзучу осбертію (Osbertia stolonifera), сланку пернеттію (Pernettya prostrata), зеленкуватий списолист (Piptochaetium virescens), різночашолистковий перстач (Potentilla heterosepala), чорну велденію (Rockhausenia nubigena), ірасуйський трищетинник (Trisetum irazuense), наннейську фіалку (Viola nannei) та сніжно-білу велденію (Weldenia candida). Також у субальпійських луках поширені різноманітні мохи, зокрема кучеряві скельники (Racomitrium crispulum), які домінують на скельних відслоненнях.
Флора центральноамериканських гірських лісів являє собою вражаючу суміш північних та південних елементів, таких як дуби (Quercus spp.) і персеї (Persea spp.). В екорегіоні зростає 13 видів хвойних дерев — сосен (Pinus  spp.), ялиць (Abies spp.), яловців (Juniperus spp.), кипарисів (Hesperocyparis spp.) та тисів (Taxus spp.), причому для абсолютної більшості з них гори Центральної Америки є найпівденнішою межею поширення. Флора екорегіону характеризується високим рівнем ендемізму, який може досягати 70 % у високогір'ях деяких гірських масивів. Флористичне різноманіття та рівень ендемізму ще більше посилюються в деяких гірських масивах, таких як Сьєрра-де-лас-Мінас, де серед вапнякових і мармурових відслонень зустрічаються унікальні рослинні угруповання.

## Фауна
Фауна екорегіону також характеризується великим різноманіттям. Серед великих ссавців, поширених в екорегіоні, слід відзначити білохвостого оленя (Odocoileus virginianus), центральноамериканську мазаму (Mazama temama), ошийникового пекарі (Dicotyles tajacu), центральноамериканського тапіра (Tapirus bairdii), центральноамериканську коату (Ateles geoffroyi), колумбійського ревуна (Alouatta palliata) та юкатанського бурого ревуна (Alouatta pigra), а також найбільших хижаків Центральної Америки — ягуарів (Panthera onca) та пум (Puma concolor). Серед інших хижих ссавців, поширених у лісах екорегіону, слід відзначити оцелота (Leopardus pardalis), ягуарунді (Herpailurus yagouaroundi), білоносу носуху (Nasua narica), довгохвостого скунса (Mephitis macroura), південного плямистого скунса (Spilogale angustifrons), какоміцлі (Bassariscus sumichrasti) та кінкажу (Potos flavus).
Також у високогір'ях Центральної Америки поширені численні дрібні ссавці, зокрема вивірки Деппе (Sciurus deppei), мексиканські оленячі миші (Peromyscus mexicanus), ацтекські миші (Peromyscus aztecus), мексиканські врожайниці (Reithrodontomys mexicanus), мексиканські коенду (Coendou mexicanus), мексиканські мишачі опосуми (Marmosa mexicana) та різноманітні рукокрилі. Ендеміками екорегіону є великі оленячі миші (Peromyscus grandis), вузьконосі врожайниці (Reithrodontomys tenuirostris), маянські бурозубки (Cryptotis mam), селакеські бурозубки (Cryptotis celaque), санта-барбарські бурозубки (Cryptotis cavatorculus), кучуматанські бурозубки (Cryptotis lacertosus) та сан-кристобальські мідиці (Sorex stizodon), а майже ендемічними його представниками — гватемальські оленячі миші (Peromyscus guatemalensis), чубаті оленячі миші (Habromys lophurus), короткохвості співочі миші (Scotinomys teguina), дрібнозубі врожайниці (Reithrodontomys microdon), високогірні рисові хом'яки (Handleyomys rhabdops), гондураські коротковухі мідиці (Cryptotis hondurensis), високогірні ширококігтеві бурозубки (Cryptotis oreoryctes) та ширококігтеві бурозубки Гудвіна (Cryptotis goodwini).
Серед поширених в екорегіоні птахів слід відзначити чубатого токро (Odontophorus guttatus), мексиканського голубка (Zentrygon albifacies), пурпуровогрудого талпакоті (Paraclaravis mondetoura), мексиканського дрімлюгу (Antrostomus arizonae), болівійського свіфта (Streptoprocne zonaris), зеленого колібрі (Colibri thalassinus), багряногорлого колібрі (Lamprolaima rhami), північного колібрі-герцога (Eugenes fulgens), мексиканського колібрі-сапфіра (Basilinna leucotis), аметистовогорлого колібрі-самоцвіта (Lampornis amethystinus), темну сову (Asio stygius), буру сову-лісовика (Strix virgata), рудого сичика-горобця (Glaucidium brasilianum), гірського трогона (Trogon mexicanus), оливковоголового тукана (Aulacorhynchus prasinus), панамського катіту (Bolborhynchus lineola), гватемальську мурашницю (Grallaria guatimalensis), плямистолобого дереволаза (Lepidocolaptes affinis), рудого монудо (Mitrephanes phaeocercus), андійського віреона (Vireo leucophrys), однобарвну сойку (Aphelocoma unicolor), чорнощокого гагера (Cyanolyca cucullata), сіроволого тріщука (Henicorhina leucophrys), білогорлого дрозда (Turdus assimilis), сальвадорського дрозда (Turdus infuscatus), гірського дрозда-короткодзьоба (Catharus frantzii), зеленобокого органіста (Chlorophonia occipitalis), гондураську гутураму (Chlorophonia elegantissima), великого заросляка (Atlapetes albinucha), мінливобарвного зеленника (Chlorospingus flavopectus), мексиканського пісняра (Oreothlypis superciliosa), золотобрового коронника (Basileuterus belli), андійську шиферку (Haplospiza rustica) та садового квіткокола (Diglossa baritula).
У високогір'ях екорегіону зустрічаються рідкісні довгохвості квезалі (Pharomachrus mocinno), священні птахи месоамериканців, відомі своїм яскравим оперенням. Ці птахи, які є національним символом Гватемали, гніздяться у гірських хмарних лісах, а наприкінці літа мігрують вниз по схилам у передгір'я. Серед інших майже ендемічних представників екорегіону, які також зустрічаються у сосново-дубових лісах на нижчих висотах, слід відзначити мексиканську пенелопу (Penelopina nigra), рогату пенелопу (Oreophasis derbianus), білолобу перепелицю (Dendrortyx leucophrys), західну перепелицю-клоуна (Cyrtonyx ocellatus), рудого колібрі-шаблекрила (Pampa rufa), гватемальського колібрі-ельфа (Selasphorus ellioti), сальвадорського колібрі-вилохвоста (Doricha enicura), зеленогорлого колібрі-самоцвіта (Lampornis viridipallens), зеленого колібрі-самоцвіта (Lampornis sybillae), чіяпську сову (Strix fulvescens), чіапську сплюшку (Megascops barbarus), білобрового сича (Aegolius ridgwayi), гватемальського сичика-горобця (Glaucidium cobanense), блакитногорлого момота (Aspatha gularis), гватемальського декола (Colaptes mexicanoides), червоногорлого аратингу (Psittacara rubritorquis), північного тирана-малюка (Zimmerius vilissimus), кучеряву паю (Cyanocorax melanocyaneus), чорногорлого гагера (Cyanolyca pumilo), чорноголову ластовицю (Atticora pileata), рудобрового волоочка (Troglodytes rufociliatus), білочеревого пересмішника (Melanotis hypoleucus), рудошийого дрозда (Turdus rufitorques), панамського дрозда (Turdus plebejus), строкатогрудого дрозда-короткодзьоба (Catharus dryas), рудощоку чіапу (Melozone biarcuata), гватемальського чижа (Spinus atriceps) та рожевоголового червонія (Cardellina versicolor).

## Збереження
Ступінь збереженості природних екосистем екорегіону різниться в залежності від висоти. Вершини гір, як правило, занадто вологі й прохолодні, мають надто стрімкі схили, тому малодоступні для людської діяльності та переважно залишаються відносно незайманими. Значна частина вологих тропічних лісів, поширених на більш низьких висотах, була знищена та перетворена на кавові плантації, кукурудзяні й бобові поля та пасовища, або значно деградувала. Втрата гірських лісів загрожує стабільності популяцій багатьох видів тварин, які опиняються в ізоляції.
Оцінка 2017 року показала, що 5637 км², або 43 % екорегіону, є заповідними територіями. Природоохоронні території включають: Біосферний заповідник Сьєрра-де-лас-Мінас в Гватемалі, Національний парк Монтекрісто в Сальвадорі, Національний парк Селаке, Національний парк Ла-Тігра, Національний парк Монтекрісто-Тріфініо, Національний парк Монтанья-де-Комаягуа та Національний парк Серро-Асуль-Меамбар в Гондурасі, а також Біосферний заповідник Босавас, Природний заповідник Масісос-де-Пеньяс, Природний заповідник Кордильєро-Діспіто-Халапа, Природний заповідник Серро-Кіламбе та Природний заповідник Тісей-Ла-Естансуела в Нікарагуа.